# Styx: Master of Shadows
Pour les articles homonymes, voir Styx (homonymie).
Styx: Master of Shadows est un jeu vidéo d'infiltration développé par Cyanide Studio et édité par Focus Home Interactive sorti sur ordinateurs personnels, PlayStation 4 et Xbox One en octobre 2014.
Il se situe dans l'univers d'Of Orcs and Men et a pour suite Styx: Shards of Darkness.

## Synopsis
L'aventure se déroule dans l'univers sombre et mature du jeu Of Orcs and Men dont il reprend l'un des deux protagonistes : Styx, le gobelin sournois et agile. Dans cette nouvelle aventure, se déroulant plusieurs décennies avant les événements de Of Orcs and Men, Styx va tenter de s'emparer du cœur d'un Arbre-monde (source de puissance et de richesse) enfermé au centre d'une immense citadelle : la tour d'Akenash. Il s'agira également pour lui d'un parcours initiatique qui conduira le personnage à devenir ce qu'il est dans Of Orcs and Men.

## Système de jeu
Styx: Master of Shadows est un jeu d'infiltration où le joueur doit progresser furtivement dans les ombres pour éviter de se faire repérer par les gardes et les créatures qui rôdent dans la tour d'Akenash. Le Styx n'est pas de taille à affronter ses adversaires de front, il possède cependant tout un arsenal d'outils et de pouvoirs pour se frayer un chemin dans ce lieu hostile.
Le plus emblématique des pouvoirs du héros est sa capacité à créer un clone de lui-même. Ce clone, bien que légèrement dégénéré, lui sert de boite à outil pour créer des diversions, occuper un garde, ou bien créer un nuage de fumée, il peut également résoudre certaines énigmes.

## Accueil

### Critique
- Canard PC : 7/10[4]
- GameSpot : 5/10[5]
- IGN : 7,2/10[6]
- Jeuxvideo.com : 16/20[7]

### Récompense
Styx: Master of Shadows est le lauréat du Ping Award 2014 du meilleur jeu sur console de salon.

## Autres
Des extraits du jeu figurent dans le film Elle (2016) de Paul Verhoeven.